# Лукаш Калвах
Лукаш Калвах (чеськ. Lukáš Kalvach, нар. 19 липня 1995, Оломоуць) — чеський футболіст, півзахисник клубу «Вікторія» (Пльзень).
Виступав, зокрема, за «Сігма» (Оломоуць), а також національну збірну Чехії.

## Клубна кар'єра
Народився 19 липня 1995 року в місті Оломоуць. Вихованець футбольної школи клубу «Сігма» (Оломоуць).
У дорослому футболі дебютував 2015 року виступами за команду «Сігма-2» (Оломоуць), у якій провів один сезон, взявши участь у 26 матчах чемпіонату. Більшість часу, проведеного у складі другої команди «Сігми», був основним гравцем команди.
Своєю грою за цю команду привернув увагу представників тренерського штабу клубу «Таборско», до складу якого приєднався на умовах оренди 2016 року. Відіграв за команду з Табора наступний сезон своєї ігрової кар'єри. Граючи у складі «Сілон Таборско» також здебільшого виходив на поле в основному складі команди.
У 2017 році уклав контракт з клубом «Сігма» (Оломоуць), у складі якого провів наступні два роки своєї кар'єри гравця. Тренерським штабом нового клубу також розглядався як гравець «основи».
До складу клубу «Вікторія» (Пльзень) приєднався 2019 року. Станом на 7 вересня 2024 року відіграв за пльзенську команду 155 матчів в національному чемпіонаті.

## Виступи за збірні
У 2013 році дебютував у складі юнацької збірної Чехії (U-19), загалом на юнацькому рівні взяв участь в 11 іграх.
У 2019 році дебютував в офіційних матчах у складі національної збірної Чехії.
| Дата       | Місто        | Господарі | Результат | Гості             | Турнір                               | Голи | Примітки |
| ---------- | ------------ | --------- | --------- | ----------------- | ------------------------------------ | ---- | -------- |
| 14-10-2019 | Прага        | Чехія     | 2 – 3     | Північна Ірландія | товариський матч                     | -    | 45'      |
| 2-6-2022   | Прага        | Чехія     | 2 – 1     | Швейцарія         | Ліга націй УЄФА 2022-2023 - 1-й етап | -    | 84'      |
| 12-6-2022  | Малага       | Іспанія   | 2 – 0     | Чехія             | Ліга націй УЄФА 2022-2023 - 1-й етап | -    | 78'      |
| 27-9-2022  | Санкт-Галлен | Швейцарія | 2 – 1     | Чехія             | Ліга націй УЄФА 2022-2023 - 1-й етап | -    | 64'      |
| 7-9-2024   | Тбілісі      | Грузія    | 4 – 1     | Чехія             | Ліга націй УЄФА 2024-2025 - 1-й етап | 1    | 46'      |
| Усього     |              | Матчів    | 5         |                   | Голів                                | 1    |          |